# Montadamo
Montadamo è una frazione del comune di Ascoli Piceno, in Provincia di Ascoli Piceno, nelle Marche. Fino al 1866 era un comune.

## Geografia fisica

### Territorio
La frazione è situata nella parte settentrionale del comune di Ascoli Piceno, nei pressi del Monte Ascensione. Vicino a Montadamo troviamo le frazioni ascolane di Venagrande e Polesio, località storicamente più importante del Monte Ascensione.

## Storia
Secondo lo storico settecentesco Marcucci, Montadamo fu fondata nel 990 d.C. da Adamo, vescovo di Ascoli e Abate di Farfa. Altra ipotesi sul toponimo è che il castello appartenne a uno sconosciuto feudatatrio di nome Adamo.
Torrione medievale IX secolo